# Úton a Föld felé
Az Úton a Föld felé a Mini együttes második nagylemeze, melyet 1979-ben adtak ki. A címadó dal mellett a Kell a barátság is nagy siker lett. Az előző nagylemezen basszusgitározó Németh Alajost Kunu László váltotta.

## Dalok
1. Úton a Föld felé (Németh Károly/Török Ádám/S. Nagy István)
2. Nem tudom, hogy merre? (Balogh Jenő/Németh Alajos/Török Ádám/S. Nagy István)
3. Aszfalt-Dzsungel (Németh Károly)
4. Bem Rockpart 6. (Balogh Jenő/Németh Károly/S. Nagy István/Török Ádám)
5. Kell a barátság! (Németh Károly/S. Nagy István/Török Ádám)
6. Majdnem szép vagy (Németh Károly/S. Nagy István/Török Ádám)
7. Aphrodité (Németh Károly)
8. Ne nézz vissza haraggal (Balogh Jenő/Németh Károly/S. Nagy István/Török Ádám)

## Közreműködött
- Mini együttes
  - Török Ádám – ének, fuvola, ütőhangszerek
  - Németh Károly – zongora, elektromos zongora, strings
  - Kunu László – basszusgitár
  - Balogh Jenő – dob, ütőhangszerek

## További információ
- Discogs